# 湯遊ワンダーランド
『湯遊ワンダーランド』（ゆーゆうワンダーランド）は、まんきつ（発表時は「まんしゅうきつこ」名義）による日本の漫画エッセイ。『週刊SPA!』（扶桑社）にて2016年10月25日号から2019年2月5日号まで『湯遊白書』（ゆーゆうはくしょ）のタイトルで連載され、2018年5月22日に『湯遊ワンダーランド』に改題され単行本が刊行された。全3巻。
2023年7月より、BSテレビ東京にてテレビドラマが放送された。

## 登場人物
まんきつ
漫画家。弟から「顔がよどんでる。毒がまわってる」と指摘され、「サウナに行って汗をかけ。毒を抜け」と助言を受け銭湯に通い始める。

## 書誌情報
- まんきつ『湯遊ワンダーランド』 扶桑社〈SPA!BOOKS〉、全3巻
  1. 2018年5月20日発売[扶 1]、ISBN 978-4-594-07956-7
  2. 2018年11月28日発売[扶 2]、ISBN 978-4-594-08100-3
  3. 2019年5月30日発売[7][扶 3]、ISBN 978-4-594-08230-7

## テレビドラマ
2023年7月16日（15日深夜）から10月1日（9月30日深夜）まで、テレビ大阪とPROTXの共同制作により「真夜中ドラマ」枠で放送された。主演はともさかりえ。
前編、後編の1話2本立ての構成となっている。

### キャスト

#### 主要人物
万舟きつこ（まんしゅう きつこ） / まんきつ
演 - ともさかりえ
突然、ブログがバズった素人漫画家。両親は健在。弟夫婦と同居中。
しょっちゅうスランプに陥り、奇行に走っている。弟から「闇に飲み込まれた目をしている」と指摘され、同時に「毒は汗と共に抜ける。サウナだ」との助言を受けて銭湯に通い始める。

#### きつこの親族
やっちゃん
演 - 須賀健太
きつこの弟。職業はフォトグラファー。姉に銭湯通いを勧めた。
姉にはキツい一言を突きつけるが、時折自身も姉同様に奇行に走る。
万舟美衣子（まんしゅう みよこ）
演 - 岩井七世
きつこの義妹（やっちゃんの嫁）。

#### きつこの仕事関係
沼崎
演 - 樋口日奈（第2話 - ）
きつこのアシスタント。
職場に蛙化現象を起こし、半年以上同じ職場にいたことはなかった。きつこの職場は気に入っている様子。
人目が苦手なため、視線を集中させる目的で青または赤のウイッグを着用している。パイパンにしているエロの上級者。彼氏あり。
高石
演 - 川島潤哉（第2話 - ）
きつこの担当編集。

#### 銭湯
昭和27年創業の寿湯。
ヌシ
演 - 大島蓉子
「寿湯」に50年通い続けているというヌシ（日曜日は俳句教室に通っているため、やって来ない）。夫には先立たれているらしい。銭湯を牛耳っている。
塩塗り女
演 - 清水みさと
恋バナをする女性・華恋
演 - 新谷姫加
恋バナをする女性・愛子
演 - アンジェラ芽衣
新ヌシ・井上
演 - 高田聖子（第8話 - ）
周りが気持ち良くサウナを使えるよう、根にラブを持って注意し、進んで嫌われ者を演じている。

#### ゲスト

##### 第1話
ラッパー
演 - レオ（凛凛パーカー）（第2話・第4話）
サウナを題材にしたラップを披露する。
喪主
演 - 白仁裕介
亡くなった父の趣味はサウナに入ることだったと喪主の挨拶を述べる。
レポーター
演 - 福田温子
街頭で子供たちのなりたい職業ナンバー1は、サウナの熱波師だとレポートする。
女風呂の客
演 - 山口磨美
寿湯の女性客。
飛行機
声 - 小高三良（第2話）
「ひこうきー」と呼びかけるまんきつに、「常識にとらわれてはいけない」と返事をする。
きつこはフェイクプレーン（宇宙人）がしゃべっていると弟に言ったため、「お前マジでヤバいぞ。人生終わるぞ」と言い返される。

##### 第3話
月野源（つきの げん）
演 - 細野哲平（ありがとう）
きつこがお気に入りのミュージシャン。やっちゃんの撮影スタジオに撮影に現れる。
インタビュアー
演 - 大山雄史
月野源を取材するインタビュアー。
入浴客
演 - 新海ひろ子、掛川初恵
「朝日湯源泉ゆいる」の入浴客。
遥風
演 - 遥風（本人役）
「朝日湯源泉ゆいる」の熱波師（アウフグース）。
タッチペン
声 - 小高三良
ペンタブレットで作画するきつこに「あなたの漫画は世界にとって無意味ですよ」と話しかけてくる。

##### 第4話
あかすりマッサージ師
演 - 藤田記子
新大久保の韓国サウナ「ルビースパ」のあかすりマッサージ師。
「ルビースパ」の客
演 - 信川清順
飲食スペースで韓国語で談笑する女性客。
40番
演 - 松嶋えいみ
「ルビースパ」であかすりマッサージを待つ女性客。

##### 第5話
入浴客
演 - 細川唯
「オアシス御殿場」の入浴客。きつこに水風呂が天然水であることを教える。
入浴客
演 - 水嶋ミナ
「オアシス御殿場」の入浴客。上記の入浴客と水風呂の天然水の話から、富士山に登山する話に話題を広げる。
入浴客
演 - 東佳代子、冨田直美
「オアシス御殿場」で熱い湯船からかけ湯なしで水風呂に入ろうとする入浴客と、水風呂がぬるくなると注意し口ケンカになる入浴客。
入浴客
演 - 安澤千草
「オアシス御殿場」の入浴客。サウナにいたきつこに「そこ、熱いよ」と執拗に声をかける。
若い女性・紬
演 - 鹿目凛（でんぱ組.inc）
「オアシス御殿場」の入浴客。
若い女性・結芽
演 - わちみなみ
「オアシス御殿場」の入浴客。

##### 第6話
風鈴に呼ばれる男
演 - 宮崎重信
きつこが作業場につけた風鈴がチリンチリンうるさいと乗り込んできて日本刀で一刀両断にする。
害虫駆除業者
演 - 千代田信一
やっちゃんがネズミを地震センサーにしようと餌をまき、イエダニが発生したため、駆除で呼ばれる。
入浴客
演 - 山口磨美（第8話）、福田温子（第8話）
「湯屋敷 孝樂」の入浴客。第8話では「銭湯」に入浴している。

##### 第7話
入浴客
演 - もりけい子、岩島もも
「クアパレス」の入浴客。サウナでカレーの話をして、きつこに祖母を思い出させる。
入浴客
演 - 川俣しのぶ
「湯屋敷 孝樂」の入浴客。全身で日光浴するきつこに話しかけるが、除霊と聞くとその場を立ち去る。
りな
演 - 稲津苺桜
「湯屋敷 孝樂」に母親と入浴していた女の子。

##### 第9話
入浴客
演 - hocoten
「おふろcafe」の入浴客。
お巡りさん
演 - 水澤紳吾
いつも死にそうな顔をしていたまんきつの笑うところを初めてみたと驚く。
内山田
演 - ニクまろ
霊能者。美衣子の友人。家に何かいると主張する美衣子のために霊視に現れる。

##### 第10話
入浴客
演 - 久保田南美
「オアシス御殿場」の入浴客。サウナで横になって寝ていたのを新ヌシに注意される。
サウナを警備していくれる新ヌシに感謝する。夜勤明けでサウナに入っていた。
隅っこおじさん
演 - 板垣雄亮
毎日同じ時間に公園の隅っこを黙々と歩く。いつも同じ服を着ている。
ある日「何歳？」と質問してきつこは「40歳」と答えるが、「犬の年だよ」と言われてしまう。
スタッフ
演 - 瓜生和成
「松本湯」のスタッフ。ロッカーキーを紛失したきつこにスペアキーを渡す。その際、全裸のきつこを目撃してしまう。

### スタッフ
- 原作 - まんきつ『湯遊ワンダーランド』（扶桑社）[3]
- 脚本 - 舘そらみ、我人祥太[3]
- オープニングテーマ - 大塚愛「vanity（大沢伸一より）」（avex trax）[8]
- エンディングテーマ - YONA YONA WEEKENDERS「シラフ」（Victor Entertainment / SPEEDSTAR RECORDS）[20]
- 監督 - 熊坂出、葛谷朱美、佐々木梢（PROTX）[3]
- プロデューサー - 石田雄作（テレビ大阪）、佐々木梢（PROTX）[3]
- プロデュース - 岡本宏毅（テレビ大阪）[3]
- 制作 - テレビ大阪、PROTX[3]
- 製作著作 - 「湯遊ワンダーランド」製作委員会[3]

### 放送日程
| 話数   | 放送日   | サブタイトル | サブタイトル                 | サブタイトル                                        | 脚本     | 監督     |
| 話数   | 放送日   | 本放送       | 本放送                       | 配信                                                | 脚本     | 監督     |
| ------ | -------- | ------------ | ---------------------------- | --------------------------------------------------- | -------- | -------- |
| 第1話  | 07月16日 | 前編         | 人生終わりかけ               | 銭湯×女性サウナ 禁断の世界を覗き見…                 | 舘そらみ | 熊坂出   |
| 第1話  | 07月16日 | 後編         | 変化に気づくのにも元気がいる | 銭湯×女性サウナ 禁断の世界を覗き見…                 | 舘そらみ | 熊坂出   |
| 第2話  | 07月23日 | 前編         | 松果体さえ起こせば           | 初の水風呂!サウナ女子が秘密の扉を開く!?             | 舘そらみ | 熊坂出   |
| 第2話  | 07月23日 | 後編         | 水風呂の扉                   | 初の水風呂!サウナ女子が秘密の扉を開く!?             | 舘そらみ | 熊坂出   |
| 第3話  | 07月30日 | 前編         | 陰と陽と源                   | アウフグースって何?熱波師が圧巻パフォーマンス       | 我人祥太 | 熊坂出   |
| 第3話  | 07月30日 | 後編         | アウフグースと外気浴         | アウフグースって何?熱波師が圧巻パフォーマンス       | 我人祥太 | 熊坂出   |
| 第4話  | 08月06日 | 前編         | 日常 with サウナ = 非日常    | アカスリ天国＆韓国グルメ…女性サウナーのオアシス登場 | 舘そらみ | 熊坂出   |
| 第4話  | 08月06日 | 後編         | 秩序の生まれ方               | アカスリ天国＆韓国グルメ…女性サウナーのオアシス登場 | 舘そらみ | 熊坂出   |
| 第5話  | 08月13日 | 前編         | コミュ力ってやつ             | 新たなサウナ女子誕生!パリ気分が味わえるピンクの館!? | 舘そらみ | 佐々木梢 |
| 第5話  | 08月13日 | 後編         | つるつるの先                 | 新たなサウナ女子誕生!パリ気分が味わえるピンクの館!? | 舘そらみ | 佐々木梢 |
| 第6話  | 08月20日 | 前編         | まあるく まあるく            | 恐怖体験!「ヌシ」の正体がついに発覚!?               | 我人祥太 | 佐々木梢 |
| 第6話  | 08月20日 | 後編         | チンムドラーで閉じ込めて     | 恐怖体験!「ヌシ」の正体がついに発覚!?               | 我人祥太 | 佐々木梢 |
| 第7話  | 08月27日 | 前編         | くたばれ低気圧               | ●●日光浴でととのう!?                                | 我人祥太 | 佐々木梢 |
| 第7話  | 08月27日 | 後編         | 陽の当らない場所             | ●●日光浴でととのう!?                                | 我人祥太 | 佐々木梢 |
| 第8話  | 09月03日 | 前編         | ヌシロス                     | ヌシと涙の別れ…新たな刺客が登場!                    | 我人祥太 | 葛谷朱美 |
| 第8話  | 09月03日 | 後編         | 起き上がれ 右                | ヌシと涙の別れ…新たな刺客が登場!                    | 我人祥太 | 葛谷朱美 |
| 第9話  | 09月10日 | 前編         | 五感はビンビン               | 初体験!フィンランド式サウナ…浴室内にログハウス!?    | 舘そらみ | 熊坂出   |
| 第9話  | 09月10日 | 後編         | 穢れた家（族）               | 初体験!フィンランド式サウナ…浴室内にログハウス!?    | 舘そらみ | 熊坂出   |
| 第10話 | 09月17日 | 前編         | オールユーニードイズ〇〇     | 全裸で赤っ恥体験！サウナ愛を取り戻せ!               | 舘そらみ | 熊坂出   |
| 第10話 | 09月17日 | 後編         | 止まらない自意識             | 全裸で赤っ恥体験！サウナ愛を取り戻せ!               | 舘そらみ | 熊坂出   |
| 第11話 | 09月24日 | 前編         | 選択のとき                   | パイ●ン…イマドキの下半身事情＆都市型オシャレサウナ  | 我人祥太 | 熊坂出   |
| 第11話 | 09月24日 | 後編         | パイパンにしたのに           | パイ●ン…イマドキの下半身事情＆都市型オシャレサウナ  | 我人祥太 | 熊坂出   |
| 最終話 | 10月01日 | 前編         | 生き霊                       | 猫も杓子もサウナ!太陽感謝…明日の私に期待!           | 舘そらみ | 熊坂出   |
| 最終話 | 10月01日 | 後編         | ホームサウナ                 | 猫も杓子もサウナ!太陽感謝…明日の私に期待!           | 舘そらみ | 熊坂出   |

- 第2話はBSテレ東では前日放送の『卓球ジャパン!』パリ五輪日本代表選考会当日解説SP（22時 - 23時24分）に伴い30分繰り下げられ、0時30分 - 1時に放送された。

| テレビ大阪・BSテレ東 真夜中ドラマ        | テレビ大阪・BSテレ東 真夜中ドラマ                 | テレビ大阪・BSテレ東 真夜中ドラマ                |
| 前番組                                   | 番組名                                            | 次番組                                           |
| ---------------------------------------- | ------------------------------------------------- | ------------------------------------------------ |
| 婚活食堂 （2023年4月16日 - 7月9日）      | 湯遊ワンダーランド （2023年7月16日 - 10月1日）    | 猫カレ -少年を飼う- （2023年10月8日 - 12月24日） |
| テレビ大阪 日曜0:55 - 1:00（土曜深夜）枠 |                                                   |                                                  |
| たこるTV                                 | 湯遊ワンダーランド 【ここから「真夜中ドラマ」枠】 | 猫カレ -少年を飼う- ※0:55 - 1:25                 |

### FUSOSHA Publishing Inc.
以下の出典はFUSOSHA Publishing Inc.（扶桑社）内のページ。書誌情報の発売日の出典としている。
1. ↑  “湯遊ワンダーランド”. FUSOSHA Publishing Inc..  扶桑社. 2023年6月9日閲覧。
2. ↑  “湯遊ワンダーランド 2”. FUSOSHA Publishing Inc..  扶桑社. 2023年6月9日閲覧。
3. ↑  “湯遊ワンダーランド 3”. FUSOSHA Publishing Inc..  扶桑社. 2023年6月9日閲覧。